# Hostětice
Hostětice (en allemand : Hostietitz) est une commune du district de Jihlava, dans la région de Vysočina, en République tchèque. Sa population s'élevait à 142 habitants en 2024.

## Géographie
Hostětice se trouve à 3 km à l'ouest-nord-ouest de Telč, à 27 km au sud-sud-ouest de Jihlava et à 121 km au sud-est de Prague.
La commune est limitée par Lhotka et Vanov au nord, par Telč à l'est, par Krahulčí au sud, et par Mrákotín à l'ouest.

## Histoire
La première mention écrite de la localité date de 1366.

## Transports
Par la route, Hostětice se trouve à 3,5 km de Telč, à 32,5 km de Jihlava et à 141 km de Prague.